# Metropolie Chicago
Metropolie Chicago je jedna z metropolií americké archiepiskopie Konstantinopolského patriarchátu.

## Historie a území
Dne 11. srpna 1922 vznikla chicagská eparchie. Roku 1931 byla eparchie zrušena a přeměněna na vikariát.
Dne 15. března 1979 byl vikariát přeměněn na samostatnou eparchii.
Dne 20. prosince 2002 byla eparchie povýšena na metropolii.
Zahrnuje státy Illinois, Indiana, Iowa, Minnesota, Missouri a Wisconsin.

## Seznam biskupů a metropolitů

### Eparchie chicagská
- 1923–1930 Filaretos (Ioannidis)

### Vikariát Chicago
- 1943–1954 Gerasimos (Ilias)

### Druhý arcibiskupský okruh
- 1954–1959 Iezekiil (Tsoukalas)
- 1960–1967 Aimilianos (Lalousis)
- 1967–1977 Timotheos (Chaloftis)

### Eparchie chicagská
- 1979–2002 Iakovos (Garmatis)

### Metropolie Chicago
- 2002–2017 Iakovos (Garmatis)
- od 2018 Nathanail (Symeonidis)